# 松嫩施泰因
松嫩施泰因（德語：Sonnenstein，發音：[ˈzɔnənʃtaɪn]）是德国图林根州艾希斯费尔德县的市镇，面积94.69平方千米，2023年12月31日人口为4,338人。该市镇于2011年12月1日由市镇博克尔恩哈根、霍隆根、于岑巴赫、锡尔克罗德、施泰因罗德、施特凯、魏森博恩-吕德罗德和茨温格合并而成，得名于同名山峰。